# Казацкая Слобода (село)
Казацкая Слобода (укр. Козацька Слобода, до 2024 года — Перше Травня) — село,
Першетравненский сельский совет,
Криворожский район,
Днепропетровская область,
Украина.
Код КОАТУУ — 1225287701. Население по переписи 2001 года составляло 457 человек.
Является административным центром Першетравненского сельского совета, в который, кроме того, входят сёла
Андреевка,
Вербовое,
Анно-Николаевка,
Криничеватое,
Любое,
Макорты,
Новая Заря,
Александровка,
Южное,
посёлок Потоцкое и
ликвидированное село Червоный Дуб.

## Географическое положение
Село Казацкая Слобода примыкает к селу Александровка, на расстоянии в 0,5 км расположено село Червоный Дуб, в 1,5 км — село Любое.
Рядом проходит железная дорога, станция Благословення в 3,5 км.

## Происхождение названия
- В некоторых документах[3] село называют Перше-Травня.

## История
- Село Перше Травня основано в 1923 году.

## Экономика
- ООО «Степовое».

## Объекты социальной сферы
- Школа.
- Детский сад.
- Фельдшерско-акушерский пункт.
- Клуб.
- Почта
- 3 магазина
- Спорт зал
- Заправка
- Церковь